# Jazz Point
Die Jazz Point Dixieland- und Swingband wurde 1991 im schweizerischen Horgen vom Posaunisten Matthias P. Jenny gegründet.
Die anfängliche Besetzung der Band bestand neben Matthias Jenny aus Günther Sellenath (Trompete), Fritz Steiner (Klarinette und Saxophon), Urs Kälin (Bass), Hans Brunner (Schlagzeug) und Edy Kieser (Banjo). 1995 kamen der Trompeter und Sänger Herbie Saurer und der Saxophonist Igor Celko zu Jazz Point.
Von 1998 bis 2007 spielte die Band in unveränderter Besetzung: Matthias P. Jenny (Posaune), Herbie Saurer (Trompete, Gesang), Igor Celko (Sopran- und Baritonsaxophon), Hans Brunner (Schlagzeug/Waschbrett), Edy Kieser (Banjo) und Jimmy Wettach (Bass, Tuba).
Seit 2008 spielt Trompeter/Sänger Markus Hächler mit der Band. 2014 wechselte Richard Lipiec (Klarinette, Tenorsaxophon, Gesang) für Igor Celko ein.
2019 mit neuen Musikern:
Matthias Jenny, Leader, Posaune und Gesang, Gregor Bruhin, Trompete und Gesang, Daniela Sernatinger, Klarinette, Saxophon und Gesang, Hanspeter Hotz, Bass, Banjo und Guitarre, Ruedi Morgenthaler, Banjo und Guitarre, Flavio Ferrari, Schlagzeug und Gesang.
Die Band tritt seit 2019 unter dem Namen „Jenson Jazzband“ auf.